# ایستر مای کیث
ایستر مای کیث (انگلیسی: Easther Mayi Kith؛ زادهٔ ۲۸ مارس ۱۹۹۷) بازیکن فوتبال اهل کانادا است.
از باشگاه‌هایی که در آن بازی کرده‌است می‌توان به باشگاه فوتبال زنان مون‌پلیه اشاره کرد.
وی همچنین در تیم‌های ملی فوتبال Canada women's national under-17 soccer team و زنان کامرون بازی کرده‌است.